# Together PANGEA
I together PANGEA (conosciuti anche come PANGEA) sono un gruppo punk rock americano, formato nel 2009, di Santa Clarita in California.

## Storia
I together PANGEA si formarono nel 2009, quando il chitarrista William Keegan e il bassista Danny Bengstone conobbero alla Cal Arts, istituto di arte californiano, il batterista Erik Jimenez. Il gruppo iniziò la sua carriera suonando in locali della California meridionale.
Nel 2010 i together PANGEA pubblicarono il loro primo album, chiamato Jally Jam, con l'etichetta Lost Sound Tapes. Il loro secondo album, denominato Living Dummy, è stato pubblicato nel 2011 con la Burger Records. Dopo la pubblicazione di questo album iniziarono il loro primo tour nazionale, chiamato Burgerama Caravan of Starts.
Nel 2014 pubblicarono il loro terzo album, nominato Badilac, grazie all'etichetta Harvest Records.
Nel mese di ottobre 2015 i together PANGEA tornano alla Burger Records per rilasciare l'EP The Phage. Questo EP ha anche introdotto nel gruppo il chitarrista Roland Cosio.
Il 25 agosto 2017 esce il quarto album chiamato Bulls and Roosters.

## Discografia

### Album
- 2010: Jelly Jam
- 2011: Living Dummy
- 2014: Badilac
- 2017: Bulls and Roosters

### EP
- 2009: Pangea/Harvest Moon Society
- 2010: Never not Know Nothing
- 2012: Killer Dreams
- 2014: Sick Shit
- 2015: The Phage

## Componenti
- William Keegan (chitarra, voce)
- Danny Bangstone (basso)
- Erik Jimenez (batteria)
- Roland Cosio (chitarra)